# Рамирес Гомес, Мария Тереса
Мария Тереса Рамирес Гомес (исп. María Teresa Ramírez Gómez, род. 15 августа 1954) — мексиканская спортсменка, призёр Олимпийских игр.

## Биография
Мария Тереса родилась в 1954 году в Мехико, её родителями были Урбано Рамирес и Консуэло Гомес. В 5 лет девочка начала учиться играть на пианино, в 6 лет — плавать, в 8 лет окончательно забросила игру на пианино и сделала выбор в пользу плаванья. Она проявила хорошие способности в плавании на спине, вольным стилем и баттерфляем.
В 1966 году Мария Тереса приняла участие в Играх Центральной Америки и Карибского бассейна, и завоевала три бронзовых медали (одну — в плавании вольным стилем, и две — в эстафетах). В 1967 году она участвовала в Панамериканских играх, где была пятой в плавании вольным стилем и плавании на спине.
На Олимпийских играх 1968 года Мария Тереса завоевала бронзовую медаль в плавании на 800 м вольным стилем.
В 1970 году на Играх Центральной Америки и Карибского бассейна Мария Тереса выиграла 8 золотых медалей, 1 серебряную и 2 бронзовых; после этого успеха в её честь были названы улицы в ряде городов Панамы и Мексики. В 1972 году она приняла участие в Олимпийских играх в Мюнхене, но была лишь десятой. После этого она решила уйти из спорта.